# Sberbank CZ

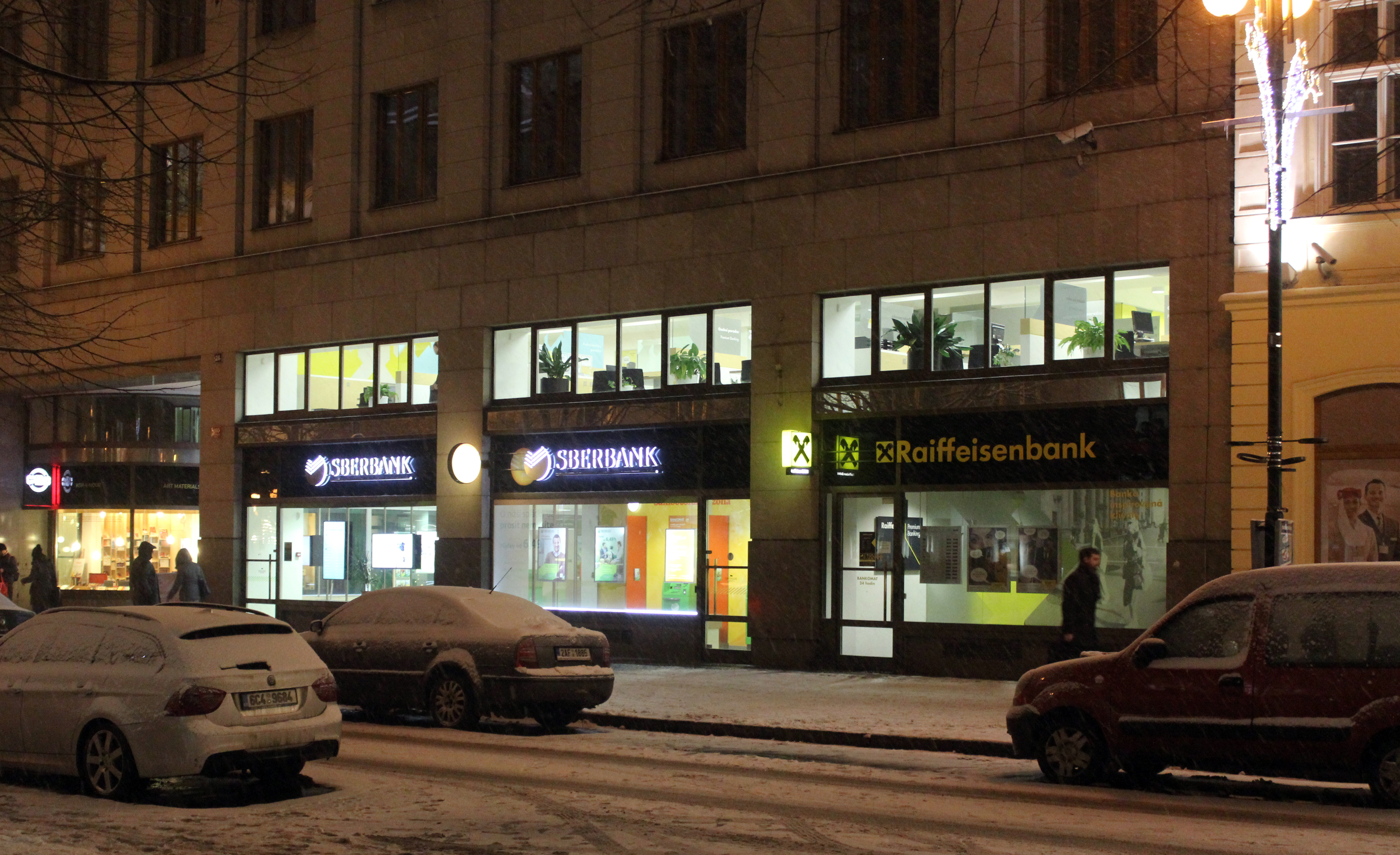
Sberbank CZ v Praze (2016)

Sberbank CZ (do února 2013 pod jménem Volksbank CZ) byla banka, působící na českém trhu od roku 1997 jako samostatná akciová společnost s bankovní licencí České národní banky (ČNB). Sberbank CZ byla obchodní bankou se širokou nabídkou finančních produktů a služeb v oblasti firemního i osobního bankovnictví. Od února 2022 byla její činnost pozastavena, na konci dubna jí ČNB odebrala bankovní licenci a počátkem května soud poslal firmu do likvidace. V srpnu 2022 byl zjištěn její úpadek a na její majetek byl prohlášen konkurs.

## Historie

### Volksbank
Sberbank CZ (dříve Volksbank CZ) působila na českém trhu od roku 1993, kdy byla otevřena první pobočka v Brně. Österreichische Volksbanken (ÖV) byla tehdy první zahraniční bankou, která pro československý trh obdržela plnou bankovní licenci. Od 31. října 1996, resp. 1. ledna 1997 existovala jako samostatná akciová společnost s bankovní licencí České národní banky pod názvem Volksbank CZ, a. s. Rakouská finanční skupina Österreichische Volksbanken ji pak vlastnila prostřednictvím východoevropské divize Volksbank International (VBI), založené rovněž v roce 1997. Rakouská společnost ve VBI držela 51% vlastnický podíl, další dvě necelé čtvrtiny vlastnily německá DZ Bank / WGZ-Bank a francouzská Banque Fédérale des Banques Populaires, později uváděná jako Banque Populaire Caisse d'Epargne.
K roku 2007 banka disponovala základním kapitálem 1 325,4 milionu korun, měla asi 45 000 klientů a provozovala 23 klasických poboček, z nich 7 v Praze a 5 v Brně. Od září 2006 do října 2007 navíc postupně otevírala tzv. Volskbank Shopy jako prodejní místa svých finančních služeb v maloobchodní síti Kaufland, jejichž provoz však k březnu 2011 ukončila.

### Změna vlastníka a značky
Předseda představenstva Johann Lurf v únoru 2010 uvedl, že předchozí ekonomickou krizi banka ustála. Mateřská ÖV však získala pomoc od rakouského státu ve výši jedné miliardy eur, kterou posléze musela splatit, a proto v lednu 2011 média informovala o jejím záměru prodat svoji regionální síť VBI. V červenci 2011 se dohodla na odkupu svého podílu ve své východoevropské divizi s největší ruskou bankovní společností Sberbank, což v prosinci téhož roku odsouhlasil i český Úřad pro ochranu hospodářské soutěže. Sberbank odkoupila také německý a francouzský podíl a k završení transakce a ovládnutí 100 % ve VBI došlo v polovině února 2012. Pro ruskou Sberbank se jednalo o první velkou akvizici mimo území SNS.
Od začátku března 2013 začaly české pobočky Volksbank vystupovat pod novou značkou Sberbank, když k 1. březnu došlo k formálnímu přejmenování. V té době patřila v rámci českého bankovního trhu do segmentu středně velkých bank, držela tržní podíl aktiv ve výši 1,2 %, její vlastní kapitál představoval 2,3 % českého trhu, půjčky 1,8 % a vklady 1,3 % trhu. Provozovala 23 poboček a 10 firemních center.
Hlavním akcionářem české banky od té doby byla Sberbank Europe AG se sídlem ve Vídni, dceřiná společnost ruské Sberbank. Sberbank Europe řídí síť bank v zemích střední a východní Evropy (CEE): v České republice, Rakousku, Maďarsku, Slovinsku, Chorvatsku, Bosně a Hercegovině a v Srbsku. Zakladatelem a většinovým akcionářem Sberbank je Ruská národní banka s podílem hlasovacích akcií 50 % plus jedna akcie. Ostatními akcionáři banky je více než 245 tisíc právnických a fyzických osob.

### Éra Sberbank
V září 2014 byly v souvislosti s ruskou anexí Krymu uvaleny ze strany USA a Evropské unie sankce na mateřskou Sberbank, dceřiných společností se sídlem na území EU se však přímo netýkaly. Sberbank CZ v průběhu roku 2014 otevřela 5 nových poboček a vykázala rekordní čistý zisk 383 milionů Kč, zároveň provedla emisi nových kmenových akcií a její základní kapitál se navýšil na 2 806 milionů Kč (a emisní ážio vzrostlo na 4 015 milionů Kč). V roce 2015 přibyly další 3 pobočky, čistý zisk však poklesl na 23 milionů Kč (zejména kvůli náhradě škody z prohraného soudního sporu z roku 2006). V letech 2016 a 2017 čistý zisk vzrostl na 272 milionů, resp. 424 milionů korun. Počet klientů mezi lety 2013 a 2017 vzrostl z 59 000 na 113 000. V roce 2018 bylo obměněno téměř celé představenstvo banky a byla zahájena její transformace. K roku 2020 Sberbank CZ provozovala celkem 25 poboček s asi 750 zaměstnanci.

### Ukončení činnosti
Invaze Ruska na Ukrajinu 24. února 2022 vedla mimo jiné k uvalení sankcí ze strany evropských zemí vůči Rusku. Sberbank CZ v následujících dnech čelila odlivu vkladů, 25. února předčasně uzavřela svoje pobočky, omezila karetní transakce a další služby. Kvůli hrozícímu úpadku Česká národní banka 28. února zahájila kroky k odnětí bankovní licence Sberbank CZ. Banka v té době měla 25 poboček a zhruba 120 tisíc klientů.

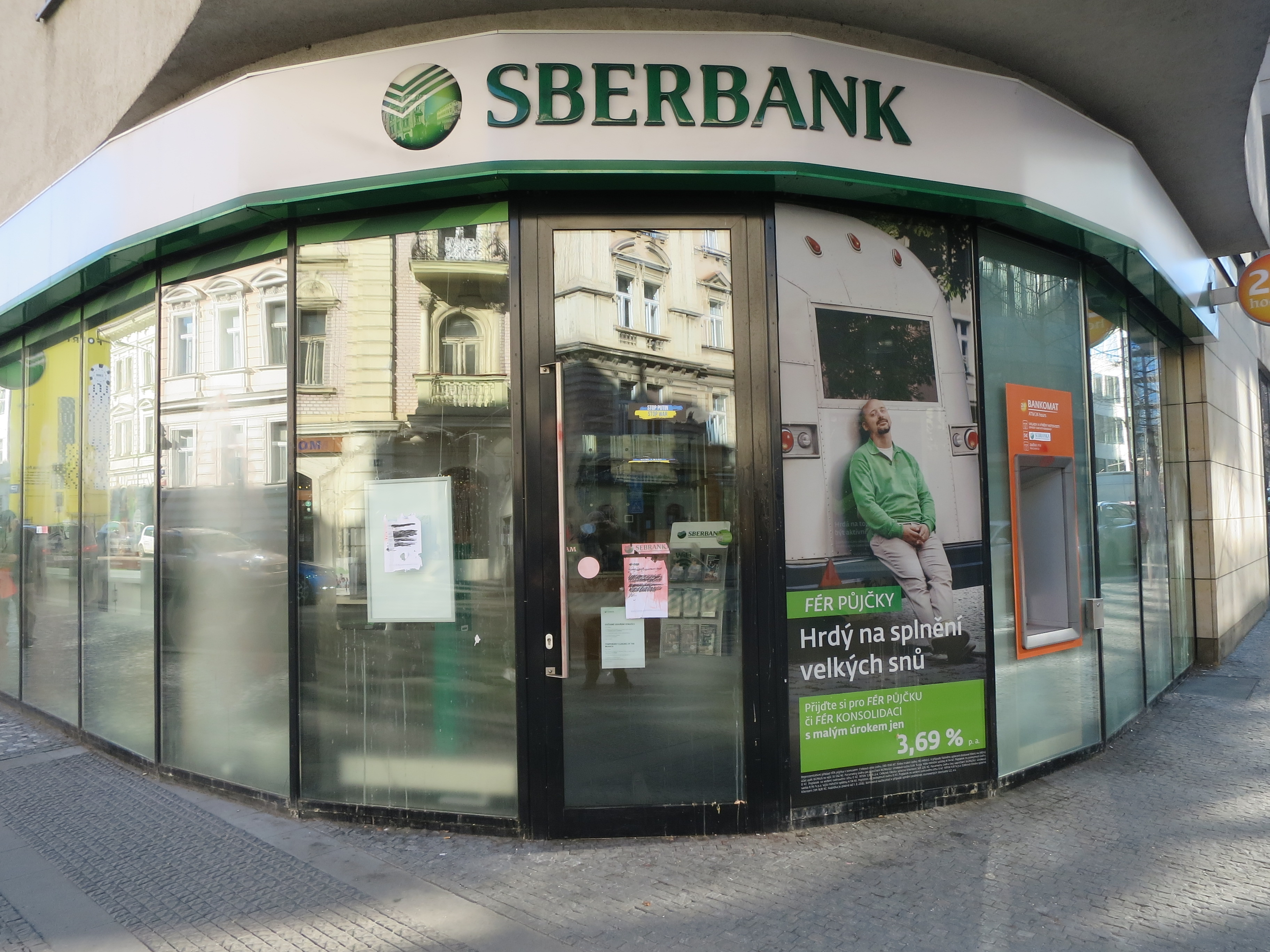
Pobočka Praha 5 dne 8. 3. 2022

Od 14. března byly klientům vypláceny pojištěné vklady (do 2,5 milionu Kč) prostřednictvím poboček Komerční banky. V souvislosti s uzavřením banky vznikl problém s vklady nad limit pojištění. V bance měly svůj účet obce i kraje, například kraj Vysočina měl v bance uloženy asi 2,4 miliardy nebo město Svitavy 53 mil. Kč. Další postiženou skupinou byli lidé, kteří svěřili peníze do advokátní úschovy – například při koupi bytu či dědictví. Takovéto vklady jsou sice pojištěny na dvojnásobnou částku, což ale koupě bytu snadno překoná. Tito klienti museli přihlásit své pohledávky do konkurzu a čekat na vypořádání.
Vzhledem ke skutečnosti, že Sberbank nebyla od 25. února schopna plnit závazky vůči klientům, rozhodla 14. dubna Česká národní banka o odebrání bankovní licence. Rozhodnutí nabylo právní moci 30. dubna a ČNB následně podala soudu návrh na jmenování likvidátora. Městský soud v Praze počátkem května poslal bývalou banku do likvidace a likvidátorkou jmenoval Jiřinu Lužovou. Likvidátorka se pokusila prodat úvěrové portfolio banky, 49 tis. úvěrů v přibližné účetní hodnotě 51 mld. Kč, žádný z původních zájemců však v červenci 2022 nepodal závaznou cenovou nabídku. Ve věřitelském výboru jsou v srpnu 2022 mj. Čepro, Tipsport.net, Kraj Vysočina, ČNB a Garanční systém finančního trhu. V srpnu 2022 byl zjištěn úpadek bývalé banky a na její majetek byl prohlášen konkurs.

## Ocenění
- Banka roku 2013 – 3. místo v kategorii Nejdynamičtější banka roku 2013[zdroj?]
- Nejlepší banka 2013 – 1. místo v kategorii Klientsky nejpřívětivější banka 2013[zdroj?]
- Nejlepší banka 2014 – 2. místo v kategorii Klientsky nejpřívětivější banka 2014[zdroj?]
- Zlatý Měšec 2014 – 1. místo v kategorii Banky a družstevní záložny[40]
- Nejlepší banka 2015 – 3. místo v kategorii Klientsky nejpřívětivější banka 2015[zdroj?]
- Nejlepší banka 2016 – 2. místo v kategorii Klientsky nejpřívětivější banka 2016[zdroj?]